# 나의 로맨틱 가이드
《나의 로맨틱 가이드》(영어: My Life in Ruins)는 미국, 스페인, 그리스에서 제작된 도널드 피트리 감독의 2009년 로맨틱 코미디 영화이다. 니아 바달로스, 리처드 드라이퍼스 등이 출연하였고, 미셸 히직 소와 등이 제작에 참여하였다.

## 출연
- 니아 바달로스
- 리처드 드라이퍼스
- 알렉시스 게오르굴리스
- 앨리스터 맥가윈
- 할런드 윌리엄스
- 레이철 드래치
- 캐럴라인 구돌
- 이언 오길비
- 소피 스터키
- 마리아 보토
- 마리아 아다네스
- 브라이언 펄레모
- 재럽 도플레이즈
- 사이먼 글리슨
- 내털리 오도널
- 버니스 스티거스
- 이언 고메즈
- 실라 버넷
- 랠프 노섹
- 리타 윌슨

## 기타 제작진
- 공동 제작: 마르크 알벨라, 피터 프리들랜더, 데니즈 오델
- 협력 제작: 데니스 페드리고사
- 배역: 마키스 가지스
- 미술: 데이비드 채프먼
- 세트: 크리스틴 블라초스
- 의상: 라라 우에테, 레나 모숨
- 시각 효과 부문: 대니 김